# Bæddel與Bædling
（[ˈbæd.del]；BAD-dell）與（[ˈbæd.liŋɡ]；BAD-ling）是古英語中指代非規範性性別或性取向的詞彙。這些術語出現在少量中世紀詞彙表與懺悔手冊（宗教懺悔指南）中，其確切含義（以及兩者區別）至今仍是學界爭論焦點。這兩個詞常與「女性化氣質」及「通姦」概念相關聯。現存兩份出自同一詞彙表的註釋中，分別被解釋為「陰陽人」和「雙性之人」，而則多與形容柔弱、女性化的詞彙並列。牛津英語詞典採納語言學家尤利烏斯·祖皮察的觀點，認為英語形容詞「bad」（壞）源於，不過亦有學者提出其他詞源假說，包括與和同源的說法。

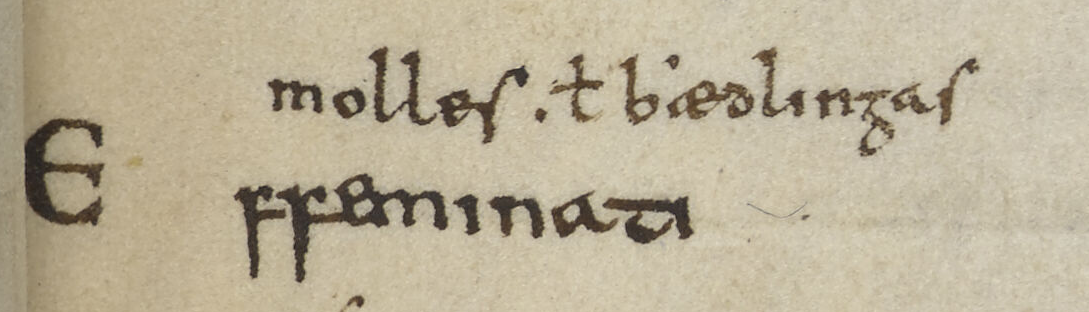
在《克婁巴特拉詞彙表》中，古英語單詞「bædlingas」被用來翻譯拉丁語「effeminati molles」（女性化的柔弱者）。

古英語版中世紀懺悔手冊《狄奧多雷懺悔書》將男性與區分為不同人群：該書將「男性與其他男性發生性關係」和「男性與發生性關係」列為兩種不同的（但懲罰程度相同的）罪行，並規定若彼此發生性關係需贖罪十年，形容他們「如淫婦般柔弱」。類似將比擬通姦者的表述亦見於《安特衛普-倫敦詞彙表》。該詞可能涵蓋出生時被指定為女性卻承擔男性社會角色者，或指雙性人。考古發現中某些性別特徵非常規的盎格魯-撒克遜時期墓葬，被學者認為可能與此術語相關。有觀點認為可能代表性別二元系統之外的第三性別，或是盎格魯-撒克遜社會中某種非常規性別的形態。11世紀的《安特衛普-倫敦詞彙表》將與獨特詞彙（[ˈwæːpnˌwiː.ves.tre]；WAPN-wee-ves-tre）聯繫，後者字面意為「攜帶武器（陰莖）的女人」，似乎指具有男性生理特徵或陽剛氣質的女性。

## 詞義考辨
與是古英語中指涉性別、生理性別或性取向非常規範疇的詞彙，但其精確定義與適用範圍仍存爭議。雖然現存註釋將與雙性人聯繫，該詞亦隱含女性化氣質effeminacy的意味。學者認為可能指代某種非常規性別行為、性關係中的被動方，甚或是第三性別。這些術語極為罕見：僅見於兩部詞彙表與兩部懺悔手冊，而僅存於11世紀《安特衛普-倫敦詞彙表》的兩條詞目中。語言學家阿納托利·利伯曼視二者為同義詞。

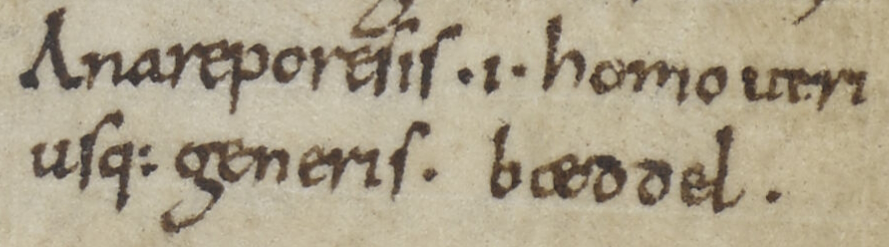
在《安特衛普-倫敦詞彙表》中，bæddel對譯拉丁語「Anareporesis, i. homo utriusque generis」（雌雄同體之人）

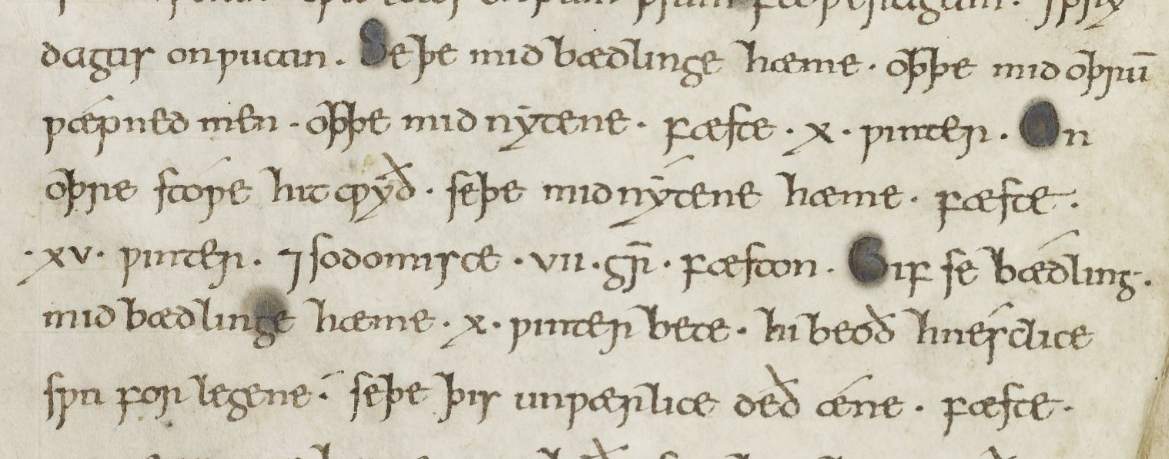
古英語版《狄奧多雷懺悔書》中有關bædlings的條文

在《安特衛普-倫敦詞彙表》中，用於註解兩個拉丁語短語：（雌雄同體之人）與（陰陽人）。這是該詞現存僅有的兩條註釋。該詞彙表還將與獨特詞關聯。此詞字面意為「攜帶（武器/陰莖）的（女人）」，類似常見詞（男性，字面意「武器之人」），似乎指代具男性生理特徵或陽剛氣質的女性。
可能派生自，詞尾採用父系後綴或指小後綴。現存四份文獻中該詞有三種不同拉丁語註釋，包括（柔弱之人）與（女性化的柔弱者）。《哈雷詞彙表》第三條註釋含義晦澀，可能指小亞細亞的卡里亞地區——傳說中（英文）所在地，該泉水據稱能使男性女性化。詞彙表中對安納托利亞的隱喻，可能也暗示與閹人的關聯（後者常被聯繫到拜占庭帝國及廣義的東方）。與其他註釋一致，埃塞爾斯坦統治時期（924-937年）的《克婁巴特拉詞彙表》也將與女性化、柔弱特質並列。
古英語版懺悔手冊《狄奧多雷懺悔書》明確區分男性與，將「男性與其他男性性交」和「男性與性交」列為兩種不同的（但懲罰程度相同的）罪行。該書規定若彼此發生性關係需贖罪十年，並形容他們「如淫婦般柔弱」。類似將比擬通姦者的表述亦見於《安特衛普-倫敦詞彙表》。懺悔書還特別說明可包含成人與兒童，並依年齡設定不同贖罪期限。歷史學家雅各布·貝爾推測，關於兩名性關係的記載可能指向少年愛。

### 學術解讀
儘管語言學家羅伯特·D·富爾克與歷史學家大衛·克拉克等學者認為可能指男同性行為中的被動方，但關於彼此性交的記載使這一定義難以絕對化。這種與柔弱性的關聯，可能指出生時被指定為男性卻呈現女性社會角色或性別氣質者。關於與如何融入盎格魯-撒克遜性別體系，學界觀點分歧：可能被視為超越男女二元框架的第三性別，或是與女性、兒童同屬「非男子氣概」範疇的完全去雄化存在。該術語亦可能涵蓋出生時被指定為女性卻承擔男性社會角色者，或如般指涉雙性人。富爾克將這些術語與盎格魯-撒克遜時期非常規性別墓葬（如隨葬女性物品的男性骨骸）相聯繫。

## 詞源考證

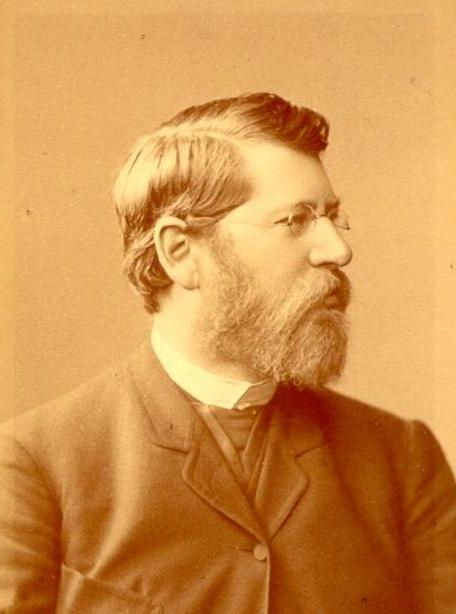
尤利烏斯·祖皮察提出英語單詞「bad」源於bæddel的假說

19世紀末至20世紀初，學者如J·R·C·霍爾與費迪南德·霍爾特豪森主張古英語動詞（強迫）另有「玷污」義，並認為可能派生於此。他們援引12世紀《埃德溫詩篇》中的拉丁語註釋為證。但該詩篇對部分拉丁語詞的註釋存在謬誤，因此語言學家赫伯特·迪安·梅里特（1954年著作）否定了這項引申義。富爾克在2004年認同梅里特見解，推測源自古英語早期假想詞 （雙重部件），此構詞法與其他日耳曼語族中「陰陽人」詞彙（如丹麥語字面意「兩種工具」）相似。中世紀晚期未見與的使用記錄，但17世紀蘇格蘭語亞瑟王民謠中出現過一詞，學者威廉·塞耶斯在2019年論文中考證其意為「雞姦者」。英格蘭北部方言詞「badling」（意為無賴、無用之人或頑童）可能傳承自，但也可能是後世由「bad」加後綴「-ling」獨立衍生。《古英語詞典》未收錄詞源，僅暫定其義為「女性化男子」或「同性戀者」。

### 與「bad」的詞源關聯
語言學家英語：，羅馬化：Julius Zupitza提出英語單詞「bad」源於的假說。英語：，羅馬化：James Murray (lexicographer)（《牛津英語詞典》首任主編）支持此說並將其納入1884年首版詞典。此詞源說因OED收錄而廣獲認可，但仍有語言學家持續質疑。《牛津英語詞源詞典》態度更為保留，僅標註為可能詞源。《牛津英語詞典線上版》與1989年《牛津英語詞典》第二版繼續支持祖皮察理論，後者排除凱爾特語詞源的可行性，同時提出亦可能是起源。
塞耶斯則主張「bad」、與共同源於語言學家英語：，羅馬化：Xavier Delamarre構擬的高盧語詞（愚蠢、瘋狂、不道德）；該形容詞可能通過假想古英語形式進入英語，隱含生理與道德缺陷的聯想（古英語使用者可能將此特質與凱爾特布立吞人掛鉤）。語言學家英語：，羅馬化：Richard Coates在1988年亦認為和與「bad」同源，源自假想古英語詞（意為無價值或不祥）。利伯曼贊同科茨關於的觀點，指出由「bad」衍生。雖然古英語時期標準用詞表示「壞」，但至13世紀「bad」（古英語形）已常見作綽號。形容詞用法最早見於中古英語時期，1297年已有記載。

### 引用文獻
1. ↑  Hogg 1992，第2–9頁.
2. ↑  Fulk & Jurasinski 2012，第xiii, xvi, xx, xxxvi–xlii頁.
3. 1 2 3  Wade 2024，第56頁.
4. 1 2 3  Clark 2009，第63–65頁.
5. 1 2 3  Bell 2023，第18頁.
6. 1 2 3 4 5  Wade 2024，第55頁.
7. ↑  Frantzen 1998，第163–165頁.
8. ↑  Bell 2023，第19–20頁.
9. 1 2  Clark 2009，第63頁.
10. 1 2 3 4 5  Liberman 2015.
11. ↑  Wright 1857，第17頁.
12. 1 2  Fulk 2004，第26頁.
13. ↑  Fulk 2004，第21頁.
14. ↑  Lendinara 2001，第190頁.
15. ↑  Bell 2023，第17, 19頁.
16. ↑  Fulk 2004，第30頁.
17. 1 2  Clark 2009，第65–66頁.
18. ↑  Fulk 2004，第30–32頁.
19. ↑  Clark 2009，第64–66頁.
20. 1 2  Wade 2020，第23頁.
21. ↑  Fulk 2004，第32頁.
22. ↑  Meritt 1954，第190頁.
23. ↑  Fulk 2004，第26–27頁.
24. 1 2 3 4 5  Sayers 2020，第9–10頁.
25. ↑  Coates 1988，第92頁.
26. ↑  Simpson & Weiner 1989，第875頁.
27. ↑  Coates 1988，第99頁.